# Китайская пробрема
«Китайская Пробрема» (англ. The China Probrem) — эпизод 1208 (№ 175) сериала «Южный Парк», премьера которого состоялась 8 октября 2008 года

## Сюжет
В Пекине проходит открытие олимпиады. Тысячи китайских исполнителей играют на древних китайских барабанах. Это всё снится Картману, и он считает, что китайцы хотят захватить мир. Он просыпается и боится, что они придут за ним. На остановке Картман спрашивает у ребят, что же им делать, ведь скоро Китай может захватить всю Америку. Кайл заявляет, что «больше так не может», и уходит. Стэн приходит в дом Брофлофски и предлагает другу забыть то, что случилось. Они ничего не смогли сделать, им самим надо было спасаться. Кайл заявляет, что не может жить дальше после того, как его друга изнасиловали. Эрик прибегает домой к Баттерсу и предлагает помочь спасти страну от захвата китайцами. ведь только они в силах это сделать. Картман уже создал Фронт освобождения Америки и предлагает Баттерсу присоединиться к нему. Баттерс соглашается.
Кайлу снова снится, как он и его друзья сидят в кинотеатре и смотрят фильм «Индиана Джонс и королевство хрустального черепа». Они в ужасе выбегают на улицу, и там Кайла тошнит.
Для уничтожения китайцев Картман и Баттерс сами переодеваются в китайцев и заходят в китайский ресторан. Но там они видят только американцев, кроме одной китайской семьи в самом углу заведения. Они подходят к ним и пытаются узнать их планы по захвату Америки.
Перед глазами Стэна всплывают воспоминания о том, как Стивен Спилберг и Джордж Лукас насилуют Индиану Джонса. Стэн начинает рыдать и падает на колени.
Картман и Баттерс продолжают выпытывать дату нападения на Америку. Китаец зовёт официантку и просит увести детей, чтобы они не мешали. Картман пытается завоевать их доверие, но глава семейства заявляет, что они не китайцы. Поняв, что их раскусили, Эрик решается на отчаянный шаг. Он пытается захватить ресторан. Для этого он даёт Баттерсу пистолет и приказывает всем отойти к стене. Потом Эрик говорит, что они Фронт освобождения Америки от захвата китайцами. Один посетитель-американец не выдерживает, заявляет, что это тупость, и пытается уйти. Баттерс стреляет и попадает мужчине в самое уязвимое место между ног.
Кайл приходит к юристу и признается, что видел, как на прошлой неделе изнасиловали его друга. Он хочет помочь наказать тех, кто в этом виновен. Кайл собирается подать в суд на Спилберга и Лукаса за изнасилование Индианы Джонса. В это время в кабинет заходят Стэн, Джимми, Клайд и Кенни и говорят, что поддерживают Кайла. Юрист говорит, что невозможно подать в суд на режиссёров, потому что нет состава преступления. Мальчики выходят из кабинета, а перед глазами судьи появляется воспоминание, как Спилберг и Лукас насилуют Индиану Джонса в зале игровых автоматов. Юрист останавливает мальчиков и говорит, что сможет им помочь.
К ресторану подъезжает полиция и просит всех выйти на улицу. Картман замечает среди полицейских одного китайца и полагает, что это шпион. Эрик заявляет, что у них есть информация, которую они доверят только президенту США. Полиция не верит ему и пытается зайти в ресторан. Баттерс снова выстреливает и попадает в яйца полицейскому-китайцу.
Мальчики и юрист приходят в полицию и подают заявление на арест Спилберга и Лукаса. Один из сотрудников полиции вспоминает сцену изнасилования и плачет.
Полицейский пытался прорваться в ресторан через крышу и получил ранение в яйца. Картман не выдерживает и уходит сдаваться, оставив Баттерса одного разбираться с китайцами.
Полицейские подходят к дому Спилберга и Лукаса, чтобы арестовать их. Выломав дверь и зайдя в комнату, они видят, как режиссёры насилуют имперского штурмовика. Полицейские арестовывают их, а штурмовик сбегает с виллы. В полиции мальчикам сообщают, что Спилберг и Лукас пойманы, а в чулане обнаружены трупы изнасилованных Йоды и Коротышки. Ребята радуются, что теперь смогут нормально жить.
Возле ресторана копы собираются обыскать всех посетителей и устроить допрос, но тут один полицейский приносит радостную весть, что режиссёры-насильники пойманы. Все радуются и обнимаются. Баттерс и Картман уходят оттуда (из-за новости об аресте Спилберга и Лукаса на это никто не обращает внимания).

## Пародии
- Сцены изнасилований Индианы Джонса пародируют сцены из фильмов: эпизод в храме пародирует сцену из фильма «Парни не плачут», изнасилование Индианы на автомате для игры в пинбол — из фильма «Обвиняемые», а сцена, где Индиану заставляют визжать как свинья во время акта — из фильма «Избавление».

## Факты
- На автомате для игры в пинбол изображён Утка Говард — персонаж одноимённого фильма студии Джорджа Лукаса «Lucasfilm». Также в зале игровых автоматов можно увидеть Арнольда Тота, одного из врагов Индиана Джонса.
- В этой серии вновь появляются Стивен Спилберг и Джордж Лукас, хотя они оба умерли в серии «Даёшь шляпу».
- В самом конце серии Картман произносит финальную речь о том, что Америка постоянно боится угрозы других сильных стран, и что это может плохо для неё кончиться, перед этим он снимает китайскую робу, под которой у него надета футболка в цветах сборной СССР Олимпиады 80, а по центру нарисован, скорее всего, олимпийский мишка.